# Herb Võru
Herb Võru (est. Võru vapp) – wraz z flagą oficjalny symbol Võru, ustanowiony 4 października 1788. Obecna wersja obowiązuje od 19 września 1994.

## Historia
Pierwszy herb w historii miasta został zatwierdzony przez carycę Katarzynę II  4 października 1788, cztery lata po nadaniu Võru praw miejskich. Umieszczenie na nim zielonego świerka było związane z tym, że nowe miasto było otoczone lasami iglastymi, co jest charakterystyczne dla krajobrazu regionu. Wizerunki z lat 1864 i 1866 są identyczne z pierwotną wersją. Niewielkie zmiany miały miejsce 17 grudnia 1937 (błędnie na stronie miasta podano rok 1837), wtedy też ustanowiono flagę Võru. Obecna wersja, przywrócona po ponownym ogłoszeniu niepodległości przez Estonię, obowiązuje od 19 września 1994.

## Wygląd i symbolika
Herb przedstawia na tarczy francuskiej średniowiecznej koloru złotego, otoczonego zieloną bordiurą wizerunek zielonego świerka z widocznymi korzeniami. Jest to nawiązanie do licznych lasów, otaczających miasto.

## Użycie
Herb miasta może być używany: na pieczęciach i dokumentach rady miejskiej, na publikacjach, kopertach i upominkach władz miasta, na budynkach miejskich i na wjazdach do miasta oraz w innych przypadkach, za zgodą władz. Jeżeli herb miałby być wykorzystany w celach handlowych, jego użycie jest odpłatne, a opłatę każdorazowo przy udzielaniu zezwolenia ustalają władze.